# つくば号
つくば号（つくばごう）は、主に常磐自動車道を経由して東京都と茨城県つくば市とを結ぶ高速バスである。
本項では深夜便の「ミッドナイトつくば号」についても記述する。

## 概要
2022年7月現在、東京行（上り）・つくば行（下り）とも20分から30分（一部時間帯は60分）間隔で運行している。東京駅 - つくばセンター間の所要時間（平日）は、上り便が85分から105分、下り便は65分から70分である。また初発が早く、終発が遅いことも特徴で、上り（つくばセンター発）は5時00分発から、下り（東京駅発）は22時30分発までとなっている。なお、新宿駅発着路線は設定されていない。
運賃は1,260円（小児630円）である。ただし、ICカード使用時は下り線は1,200円（小児630円）、上り線は950円（小児630円）となっている。
東京駅発の終バスの後に深夜高速バスとして「ミッドナイトつくば号」が下りのみ運行されたが、現在は運休中である。
首都圏新都市鉄道つくばエクスプレス（鉄道路線）と比較して、下記の相違点がある。
1. 経路設定
  1. 駅から離れている産業技術総合研究所や筑波宇宙センターなどを経由する。
  2. 筑波大学キャンパス内に乗り入れる。
  3. 新幹線乗り場に近い東京駅の日本橋口（降車）・八重洲南口（乗車）を発着する。
2. 車両
  1. 乗車すればリクライニングシートに座ることができる - 座席定員制。※ただし、満員の場合には補助席を使う場合がある。
  2. トイレ付き車両で運行する。
3. 時間面
  1. 渋滞により遅延することがある（特に上り）[2]。

## 運行会社
- ジェイアールバス関東（土浦支店）

土浦支店で東京支店や鹿嶋支店の車両の重整備や車検整備も担当するため、それらの支店の車両をつくば号の運用で土浦支店へ入出庫させることがある。
- 関東鉄道（つくば中央営業所）

## 運行経路
- 下り（東京駅八重洲南口） →八重洲通り→ <宝町出入口>→首都高速都心環状線（内回り）→首都高速都心環状線（外回り）→首都高速6号向島線→首都高速6号三郷線→常磐自動車道→<桜土浦インターチェンジ>→国道354号→学園東大通り→中央通り→（つくばセンター）→筑波大学構内→（筑波大学）
- 上り（筑波大学）→筑波大学構内→（つくばセンター）→中央通り→学園東大通り→国道354号→<桜土浦インターチェンジ>→常磐自動車道→首都高速6号三郷線→八潮PA（降車希望者が居るときのみ停車）→首都高速6号向島線→首都高速都心環状線（外回り）→首都高速都心環状線（内回り）→<宝町出入口>→八重洲通り→新大橋通り→永代通り→（東京駅日本橋口）
※2021年6月4日をもって都営浅草駅、上野駅の降車扱いは終了
- 八潮PAは上り便のみ首都高速八潮PAで降車可能。つくばエクスプレスの乗継乗車券は無し。迂回運行や八潮料金所のゲート閉鎖等で、八潮PAへの進入が困難な場合、通過となる。

### 特記事項
- 年末・年始ダイヤおよびつくばマラソン開催時は、つくばセンター〜筑波大学間が運休となる。
- 隅田川花火大会が開催され、首都高速6号向島線が通行止めになると、首都高速9号深川線・湾岸線・中央環状線に迂回する。

## 停留所一覧
東京都内および茨城県内のみの乗車はできない。
- 東京都内
  - 東京駅 - （東京駅構内 / 乗車は八重洲南口JRハイウェイバス2番のりば、降車は日本橋口）
- 埼玉県内
  - 八潮パーキングエリア - （首都高速6号三郷線 / 上りのみ経由、降車専用）[3]
- つくば市内
  - 下広岡 - （国道354号 / 広岡交差点付近）　
  - 並木大橋 - （学園東大通り / 茨城県立並木中等教育学校／並木ショッピングセンター入口）
  - 並木二丁目 - （学園東大通り / 産業技術総合研究所 (AIST) つくばセンター前）
  - 並木一丁目 - （学園東大通り / 宇宙航空研究開発機構 (JAXA) 筑波宇宙センター、物質・材料研究機構 (NIMS) 並木地区前 / 一般路線バスの「物質材料研究機構」）
  - 千現一丁目 - （学園東大通り / 物質・材料研究機構 (NIMS) 千現地区前）
  - 竹園二丁目 - （学園東大通り / 茨城県立竹園高等学校入口）
  - つくばセンター - （つくば駅構内／バスターミナル7番のりば）
  - 筑波大学病院 - （筑波大学筑波キャンパス内 / 一般路線バスの「筑波大学病院入口」）
  - 大学会館 - （筑波大学筑波キャンパス内 / 一般路線バスの「大学会館前」）
  - 筑波大学 - （筑波大学筑波キャンパス内 / 一般路線バスの「筑波大学中央」）

## 運行回数
- 平日・土曜・休日ともに上り28便・下り30便。
- このほか、「ミッドナイトつくば号」が平日下り3便・土休日下り2便運行されていたが、現在は新型コロナウイルス感染拡大に伴い当面の間運休となっている。
- 年末・年始はつくばセンター〜筑波大学間が運休となり、東京駅〜つくばセンター間で減便ダイヤとなる。

## 歴史

### つくばエクスプレス開業以前
1987年（昭和62年）4月の運行開始直後から予想を上回る利用があり、夕方の東京駅発で積み残しが出たり、つくばセンター発の途中停留所（当時は竹園二丁目、並木大橋の2か所）では乗れないというケースが続発する などしたため、運行開始後わずか半年で増便されたが、それでも常時続行便を10数両出すほどの状態になった。つくば発の便では始発のつくばセンターで満席になり、途中停留所からの乗客のために臨時便を手配することになり、運行会社が当時の運輸省から見込みの甘さを指摘される事態になった。
その後も増便が続き、一時は東京駅を発着する高速バスとしては最も多い平日88往復（現在はかしま号の88往復）を運行し、ピーク時には10分間隔で運行されていたが、日によっては積み残しが常態化し、2台同時発車や臨時便が運行されることがあるほどであった。
これは当時東京都23区と筑波研究学園都市間の直通公共交通機関は高速バスのみであり、同市内の研究機関に来訪する研究者・技術者、学生、さらには一般住民など、多種多様な行動パターンを持つ多くの人々が利用していたからである。特に学園都市での学術会議開催時や筑波大学の入学試験時などでは、東京駅にてバス4台から5台分、150人から200人という極めて長い列ができていたこともあった。
八重洲南口バスターミナルに収まりきれず南側に延びた列は、八重洲ブックセンター前の横断歩道付近にまで達していた。毎週金曜日は夕方以降に常に長蛇の列が形成され、必ず係員が「つくば号最後尾」と書かれた札を掲げて列最後尾を案内していた。また、八重洲南口バス乗り場が長距離路線と中距離路線で乗り場を分離する以前は、客層の違う夜行バス客との混乱を避けるため、夜行高速バスが多く発車する時間帯に乗り場位置の南寄りへの変更も行われていた。
こうした混雑対策の一環として、一般的な高速バス2両分の定員を有する2階建てバス「メガライナー」が日本国内で唯一運用されていた。このバスは道路法及び車両制限令による制限を超える全長 (15m) であることから、国土交通省から認められたルートを外れて走行することができず、一部のバス停にメガライナー便が停車できなかった。

### つくばエクスプレス開業以降
2005年（平成17年）8月24日の首都圏新都市鉄道つくばエクスプレス（以下「TX」と表記）開業以降は、多くの乗客が同線に移り、結果乗客数が従来の約30%にまで減少した。特に、従来から首都高速道路の渋滞の影響で定時性に難があった東京行上り便の落ち込みが激しい。
それでも、TXの開業日から停留所を3か所増設して利便性の向上を図る一方、運賃を100円値下げしてTX秋葉原 - つくば間の運賃と同額とし、割安感を出すなどの営業施策を講じたものの、より速くて正確なTXに流れた乗客は戻ることはなく、同年11月1日のダイヤ改正で運転間隔を20分間隔とする減便改正が行われたほか、初発をつくば5時・東京6時30分に繰り下げた。また、併せて関東鉄道が運行担当するメガライナー便は全便廃止された。その後も利用客の減少に歯止めが掛からないことから、JRバス関東が担当するメガライナー便についても2006年（平成18年）5月28日をもって「つくば号」としての運用を終了し、同年6月以降メガライナーは「青春メガドリーム号」（東京 - 大阪）に転用された。
同年10月には一部の便が筑波大学まで延長され、2008年1月からほとんどの便が筑波大学まで運行されるようになった。一方で全体的な本数は減少している。

### 年表
- 1987年（昭和62年）
  - 4月1日 - 東日本旅客鉄道（JR東日本）と関東鉄道の共同運行で運行開始。開業当時は1日16往復。
  - 9月15日 - 1日30往復に増便[6]。
- 1988年（昭和63年）
  - 4月 - JR東日本のバス部門分社化により、JRバス関東と関東鉄道の共同運行に変更。
  - 9月15日 - 1日56往復に増便。
- 1991年（平成3年）1月 - 平日・土曜の上り便を上野駅経由とする。1日60往復に増便。
- 1993年（平成5年）10月 - バス停新設（並木一丁目）。1日66往復に増便。
- 1995年（平成7年）8月頃 - バス停新設（千現一丁目）。
- 1998年（平成10年）3月20日 - 下り平日84本・休日80本、上り1日80本に増便[7]。
- 1999年（平成11年）10月1日 - 下り平日87本・休日83本（一部1便に続行便あり）、上り平日86本・休日84本に増便。
- 2002年（平成14年）12月8日 - JRバス関東がメガライナー車両での運行を開始[8]（後に関東鉄道も導入）。
- 2004年（平成16年）7月1日 - 「ミッドナイトつくば号」運行開始[9]、つくばセンター発の始発を繰り上げ（4:40発）、終発を繰り下げ（22:30発）。
- 2005年（平成17年）
  - 8月 - バス停新設（下広岡、並木三丁目、並木二丁目）。運賃を100円値下げ。
  - 11月1日 - 開業以来初の減便。1日52往復[2]（毎時3本体制）となる。
- 2006年（平成18年）
  - 5月 - メガライナー車両の運行を廃止。
  - 6月 - 並木三丁目バス停を廃止。下広岡バス停を移動。「ミッドナイトつくば号」の0:10発を増便し3本体制に。昼間帯の本数を減らし、比較的好調な夕方以降の便を増便（全体の本数は変わらず）。
  - 10月1日 - 一部の便を筑波大学へ延伸（新設バス停：筑波大学病院、大学会館、筑波大学）。JRバス関東が運行する一部の便をJRバステックへ運行委託開始。
- 2008年（平成20年）
  - 1月16日 - 1日44往復に減便。上り5本、下り4本を除き筑波大学発着となる。平日・土曜の上り便を都営浅草駅に停車。
  - 7月1日 - 時刻改正（運転間隔調整）。
- 2010年（平成22年）9月17日 - 土・日・祝日の6往復を減便。
- 2011年（平成23年）6月1日 - 回数券の発売額を5枚綴り4,800円から3枚綴り3,100円に変更。これに伴い一部企画乗車券の発売を終了（詳細は「企画乗車券」の項を参照）。
- 2014年（平成26年）
  - 1月14日 - この日の出発便より、平日下りの深夜運行便3便（関東鉄道担当便）に限り、「深夜バス」としてつくばセンター - 筑波大学（筑波大学中央）間の利用が可能になる。なお、運賃は深夜バス料金となる[10]。
  - 4月1日 - 消費税増税に伴い運賃を改定。大人片道1,180円、小児片道590円、3枚綴り回数券3,200円、東京トク割回数券（上り専用／3枚綴り）2,000円、ミッドナイトつくば号大人片道2,100円、小児片道1,050円となった。
- 2016年（平成28年）7月13日 - この日の出発便より、交通系ICカードSuica、PASMOを導入し、定期乗車券の利用を開始。ミッドナイトつくば号を除き、交通系ICカードの決済で下りつくば行が1,130円、上り東京行が950円と運賃が割引となる。これに伴い、7月12日を以て、回数券、東京トク割回数券の発売を終了し、回数券等の利用期限を10月31日に延期する[11]。
- 2017年（平成29年）10月1日 - この日より、上り東京行が八潮パーキングエリアに停車し降車扱いを行うようになった。これに伴い、ICカード利用時に限り上り線を800円で利用できる企画を開始した[3]。この企画は2018年（平成30年）3月31日までの予定であったが、2019年（平成31年）3月31日まで延長された[12] のち、さらに2020年3月31日まで[13]、2021年3月31日まで[14]、2022年3月31日まで、2022年9月30日まで[14]延長となった（ただし、消費税増税による運賃改定により2019年10月1日より820円に変更された[15]）。
- 2018年（平成30年）12月1日 - この日より、上り便が日曜祝日に加え土曜日も都営浅草駅、上野駅に停車せず、東京駅直行となる[16]。
- 2019年（令和元年）
  - 6月1日 - 土曜日夜間帯の混雑緩和のために東京駅発22時40分を基本とした臨時便を設定開始[17]。
  - 10月1日 - 消費税率引き上げに伴う運賃改定[18][19]。
- 2020年（令和2年）
  - 4月10日 - 新型コロナウイルスの影響により、この日より当面の間一部便（1日8往復）を減便[20]。ミッドナイトつくば号は平日1便を残し運休となる。
  - 4月22日 - この日より当面の間、特別ダイヤ（1日24往復）で運行[21]。また、ミッドナイトつくば号は全便運休となる。
  - 5月1日 - この日より当面の間、特別ダイヤ（1日16往復）で運行[22]。
  - 6月26日 - この日より当面の間、特別ダイヤ（1日24往復）で運行[23]。
  - 10月12日 - この日から当面の間、東京駅20:00発・東京駅21:00発を臨時運行、更に毎週金曜日ならびに休前日は東京駅発22:00発を増便する予定[24]。
- 2021年（令和3年）
  - 2月8日 - この日より当面の間、特別ダイヤを減便（1日20往復）[25][26]。
  - 3月8日 - この日より特別ダイヤを下り6本、上り4本増便（下り26本、上り24本）[27][28]。
  - 5月10日 - 首都高速道路「呉服橋出入口」廃止に伴い、土曜・休日上りの運行経路・時刻を変更[29]。
  - 6月7日 - 平日の上り便の都営浅草駅、上野駅の停車を廃止し、平日上りの運行経路・時刻を変更[30][31]。
- 2022年（令和4年）7月16日 - この日より特別ダイヤを4往復増便（下り30本、上り28本）[32][33]。
- 2023年（令和5年）1月1日 - 運賃改定[1]。

## 車両
トイレ付きのハイデッカー車（正座席40〜44席＋補助席0～10席）。
運行開始当初は、両社ともトイレなしのハイデッカー車（JR東日本バス→JRバス関東は東京湾岸線と共通仕様、関東鉄道は貸切車の改造）を充当していたが、現在は原則としてトイレ付きのハイデッカー車で運行される。
一時期導入されていた長大バスメガライナーは2006年5月までにすべて当路線での運行を終了している。
なお、ドリーム大阪号のつくばセンター発着便の出入庫の関係で、一部便に夜行高速バス仕様（独立3列シート）の2階建バスが使用される日があったが、2010年10月よりドリーム大阪号のつくばセンター乗り入れが廃止されたため、この運用も廃止された。

### 使用車両画像一覧
- 過去の車両

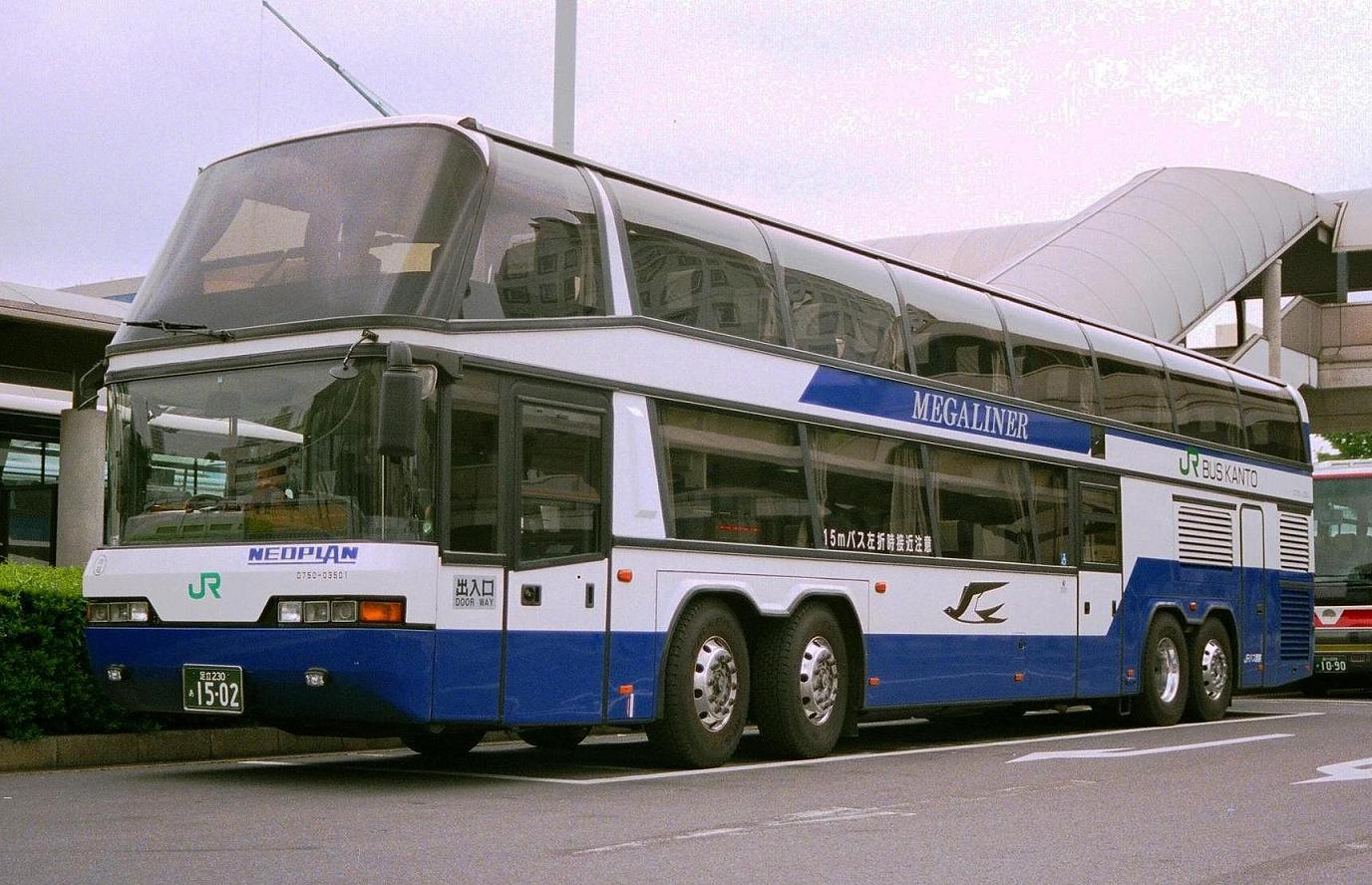
JRバス関東メガライナー
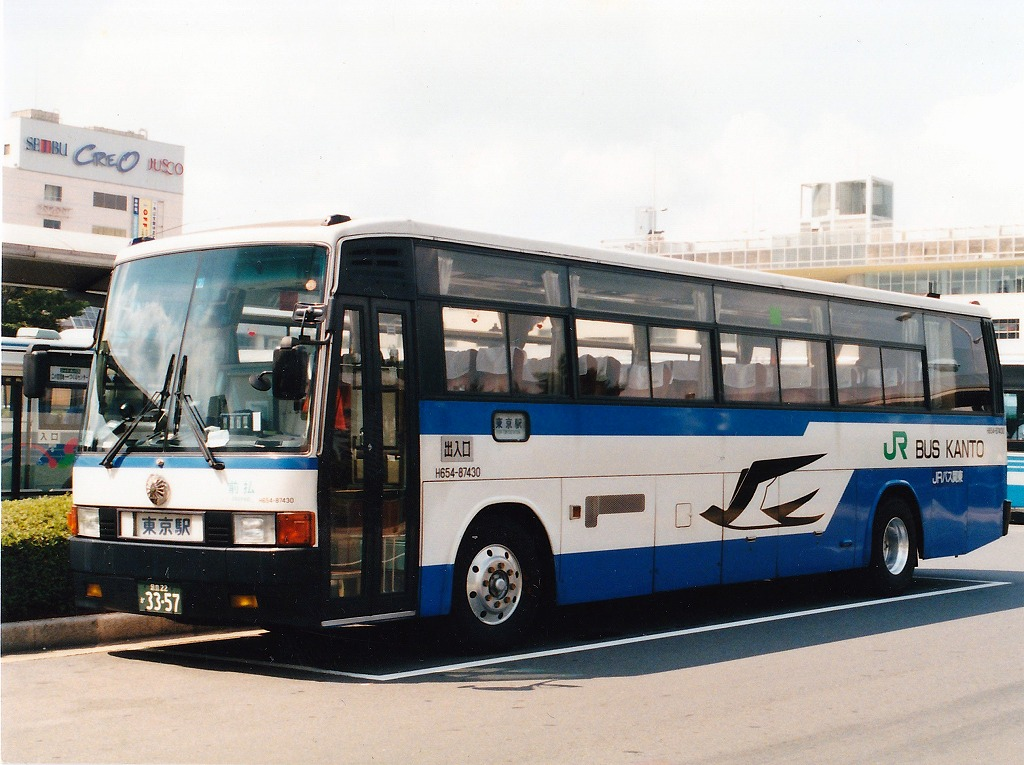
JRバス関東ハイデッカー車（東名高速線と共通運用のエアロバス）
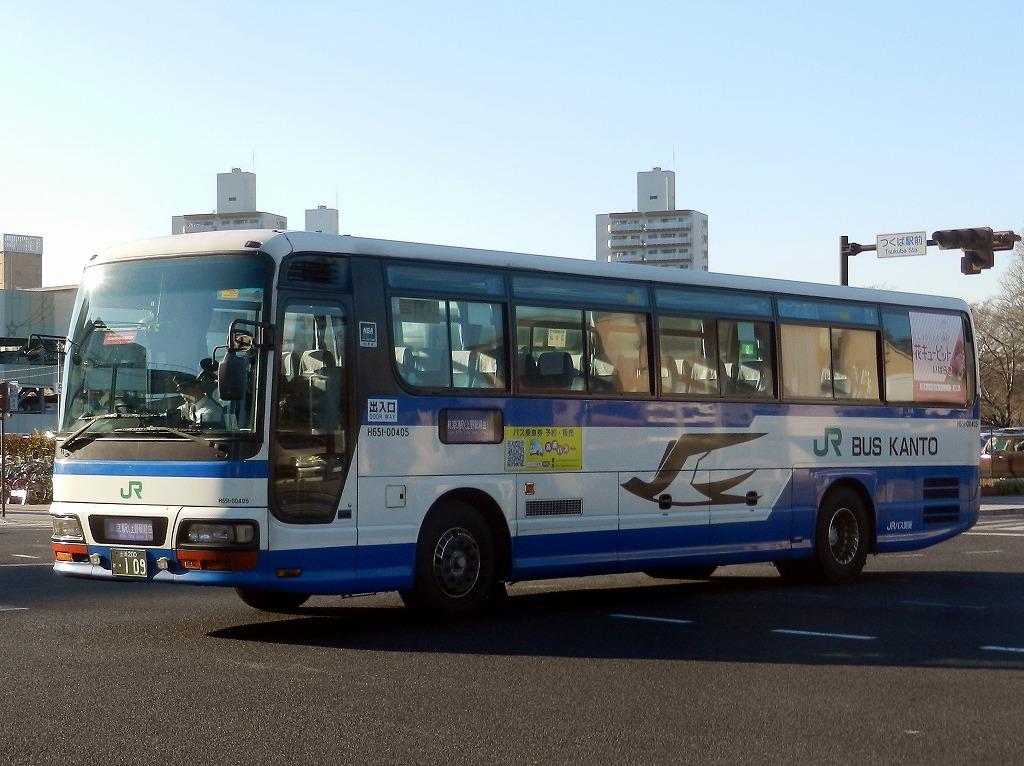
JRバス関東ハイデッカー車
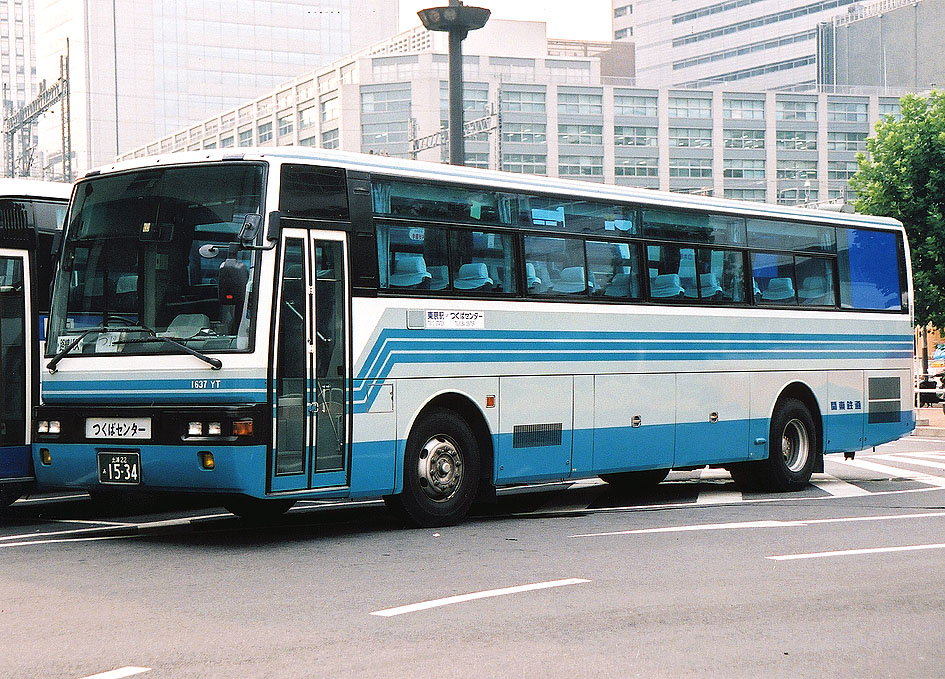
関東鉄道ハイデッカー車
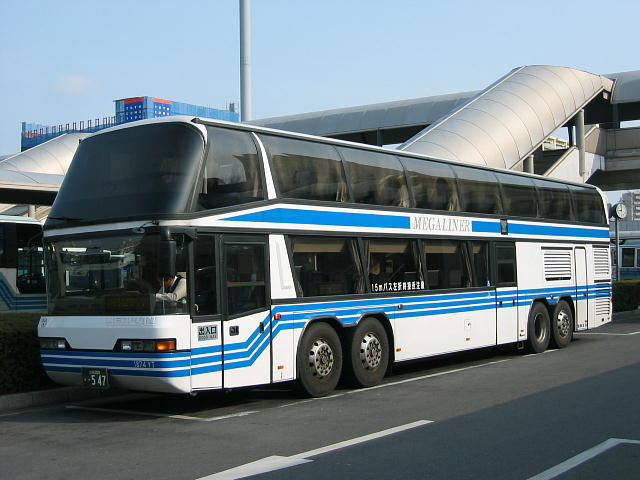
関東鉄道メガライナー

## 乗車券類・割引

### ICカード運賃割引
車内にて交通系ICカード（Suica、PASMO等）で運賃を支払った場合、上り便は950円、下り便は1,200円となる。

### 定期券
定期券の種類には通勤用、通学用があり、それぞれ1ヶ月、3ヶ月有効のものがある。東京駅高速バスターミナル、つくばセンターバスターミナル（関東鉄道つくば学園センター）、関東鉄道つくば中央営業所で発売されている。また、スマートフォンアプリ「バスもり!」でも購入可能。購入の際には証明写真が必要となる（バスもり!では、自撮り写真が必要）。
なお、ミッドナイトつくば号を利用する場合は、東京駅バスターミナル窓口で片道普通運賃との差額の支払いが必要。

### 企画乗車券
特別企画乗車券 「筑波山ストーリー（東京・筑波山周遊きっぷ）」をおとな4,100円、こども2,050円で東京駅八重洲南口のJRバス窓口にて発売している（東京発のみ）。往復つくば号と筑波山アクセスのバス、筑波山のケーブルカー・ロープウェイが利用可能。筑波山地区内はフリー区間となっている。有効期間2日。
なお、過去には以下の企画乗車券も販売していた。
- 2005年11月から、主に利用の少ない上り便への誘導を図って往復1,700円（7日間有効）の割引乗車券「1Week Return きっぷ」を発売した。JRバス東京駅、つくばセンター（関鉄学園サービスセンター）、および「つくば号」車内で発売。「ミッドナイトつくば号」は利用不可。発売期間は当初2007年3月までであったが、その後2010年3月までに延長（→2011年3月までに再延長→2012年3月まで再々延長）された。2011年5月31日をもって販売終了。
- その後、東京駅までの往復バス乗車券と東京都区内のJR線が乗り降り自由となる「都区内パス」をセットにした「つくば&都区内フリーきっぷ」を2,000円で発売した。発売当日限り有効。こちらは車内および東京駅での発売は行わず、つくばセンターと筑波大学内の専用券売機以外での購入はできなかった。また、「ミッドナイトつくば号」は利用不可。発売期間「1Week Return きっぷ」と同様、2007年3月までの予定が2010年3月までに延長（→2011年3月までに再延長→2012年3月まで再々延長）された。2013年3月31日をもって販売終了[36]。
- 2008年8月8日から、「1Week Return きっぷ」につくば市内発着のJRバス関東・関東鉄道バスの一般路線バスの300円区間の乗車券2枚をセットにした「つくばリレーきっぷ」を販売していた（期限は2010年3月まで→2011年3月までに延長）。2011年5月31日をもって販売終了。
- 2014年4月1日から（2015年3月31日まで有効）、3枚綴り2,000円の上り便限定「東京トク割回数券」を東京駅、つくばセンターと上り便車内、JRバス関東土浦支店で発売した。なお、2015年3月1日からは同様の上り線用「トク割回数券」（3枚つづり2,000円）を引き続き発売し2016年7月12日をもって発売終了（2016年10月31日まで有効）[37][38]。